# Lampranthus deflexus
Lampranthus deflexus är en isörtsväxtart som först beskrevs av William Aiton, och fick sitt nu gällande namn av Nicholas Edward Brown. Lampranthus deflexus ingår i släktet Lampranthus och familjen isörtsväxter. Inga underarter finns listade i Catalogue of Life.